# Špaček růžový
Špaček růžový (Pastor roseus) je zpěvný pták z čeledi špačkovitých

## Rozšíření
Podle nových studií je oprávněné zařazení špačka růžového do samostatného monotypického rodu Pastor, který pro něj ustanovil Coenraad Jacob Temminck v roce 1815. Hnízdí v rozmezí od jihovýchodní Evropy po jižní Asii. Je tažný se zimovišti v Indii a tropické Asii. Občas bývá zaznamenáván také na území střední Evropy, včetně České republiky. Jeho přirozeným prostředím jsou stepi a otevřená hospodářská krajina.

## Znaky

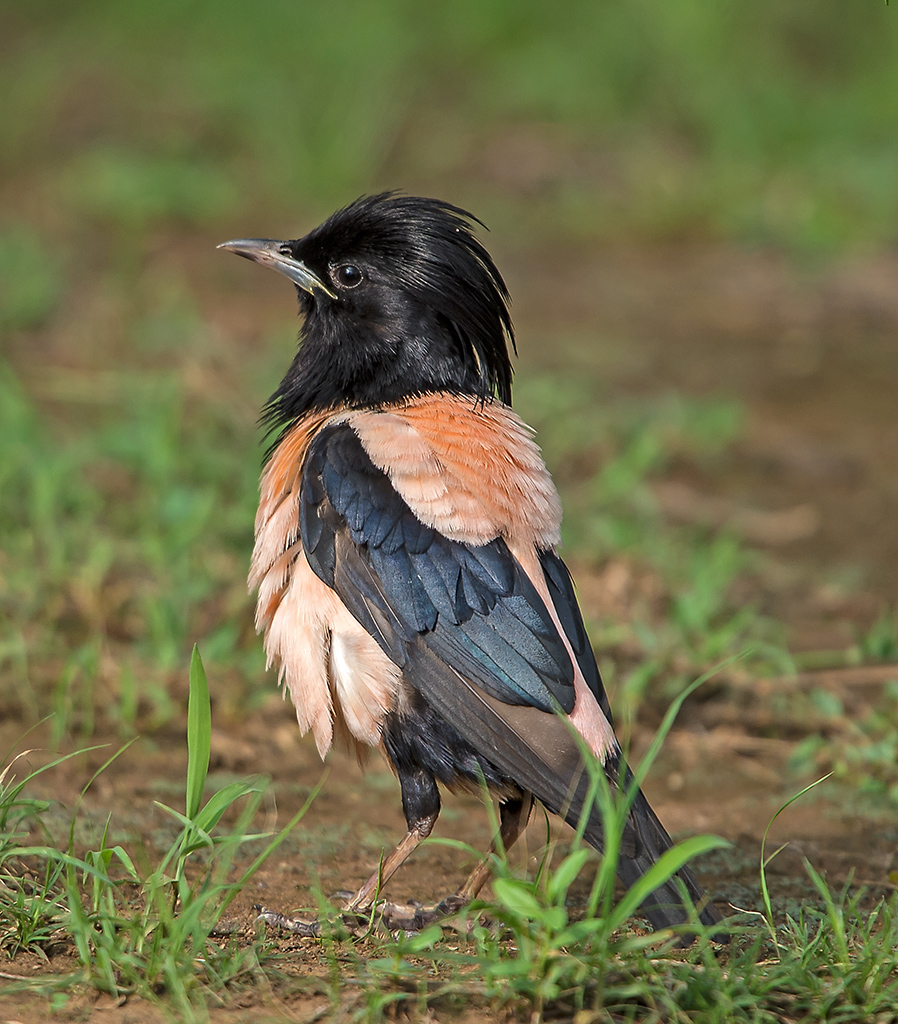
Samec špačka růžového

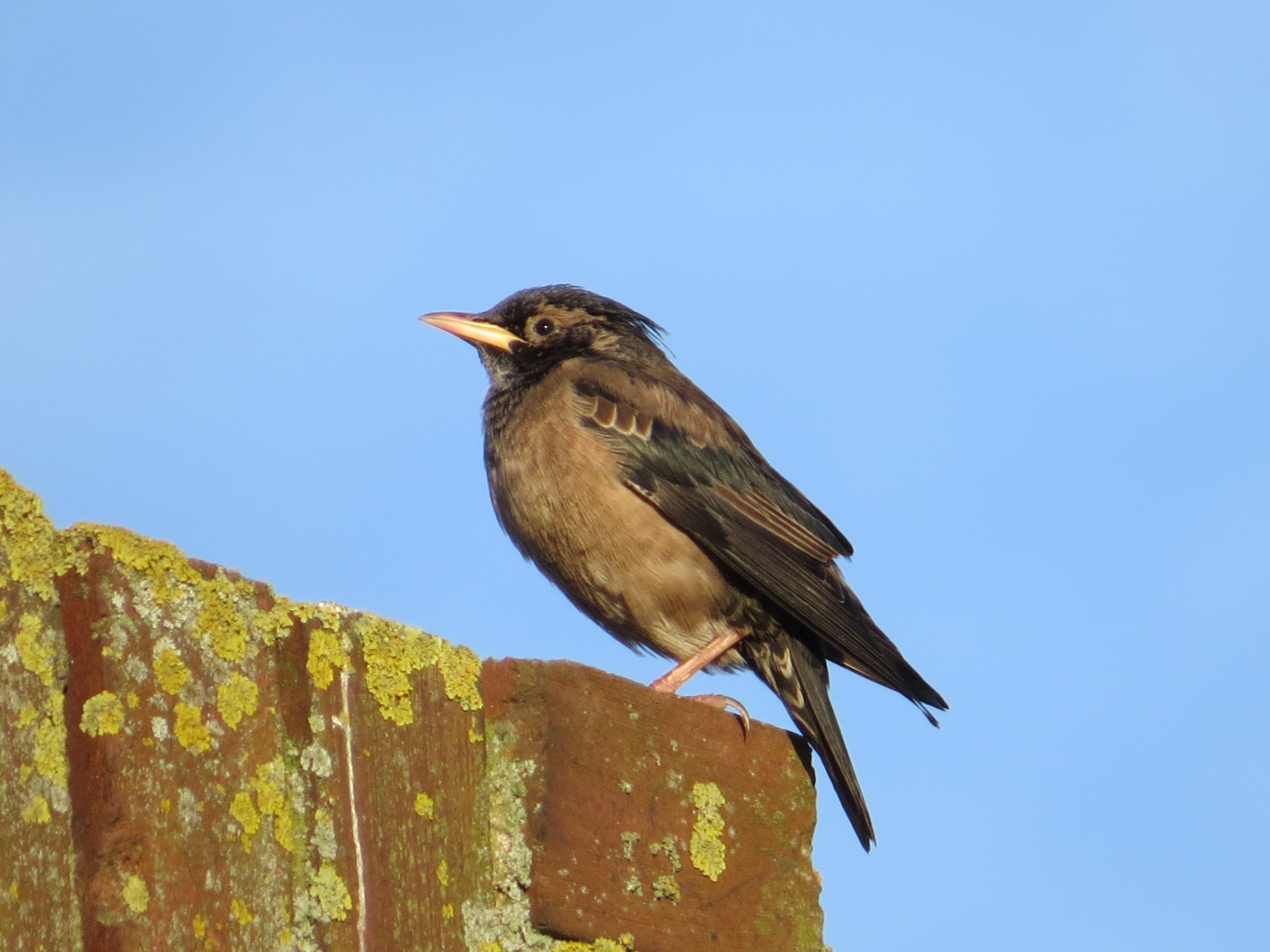
Mladý špaček

Dospělí ptáci jsou nezaměnitelní, převážně růžoví, se světle oranžovými končetinami a zobákem a leskle černou hlavou, křídly a ocasem. Samci v období rozmnožování mají navíc výrazně prodloužená pera na hlavě, která při vzrušení vztyčují.

## Ekologie

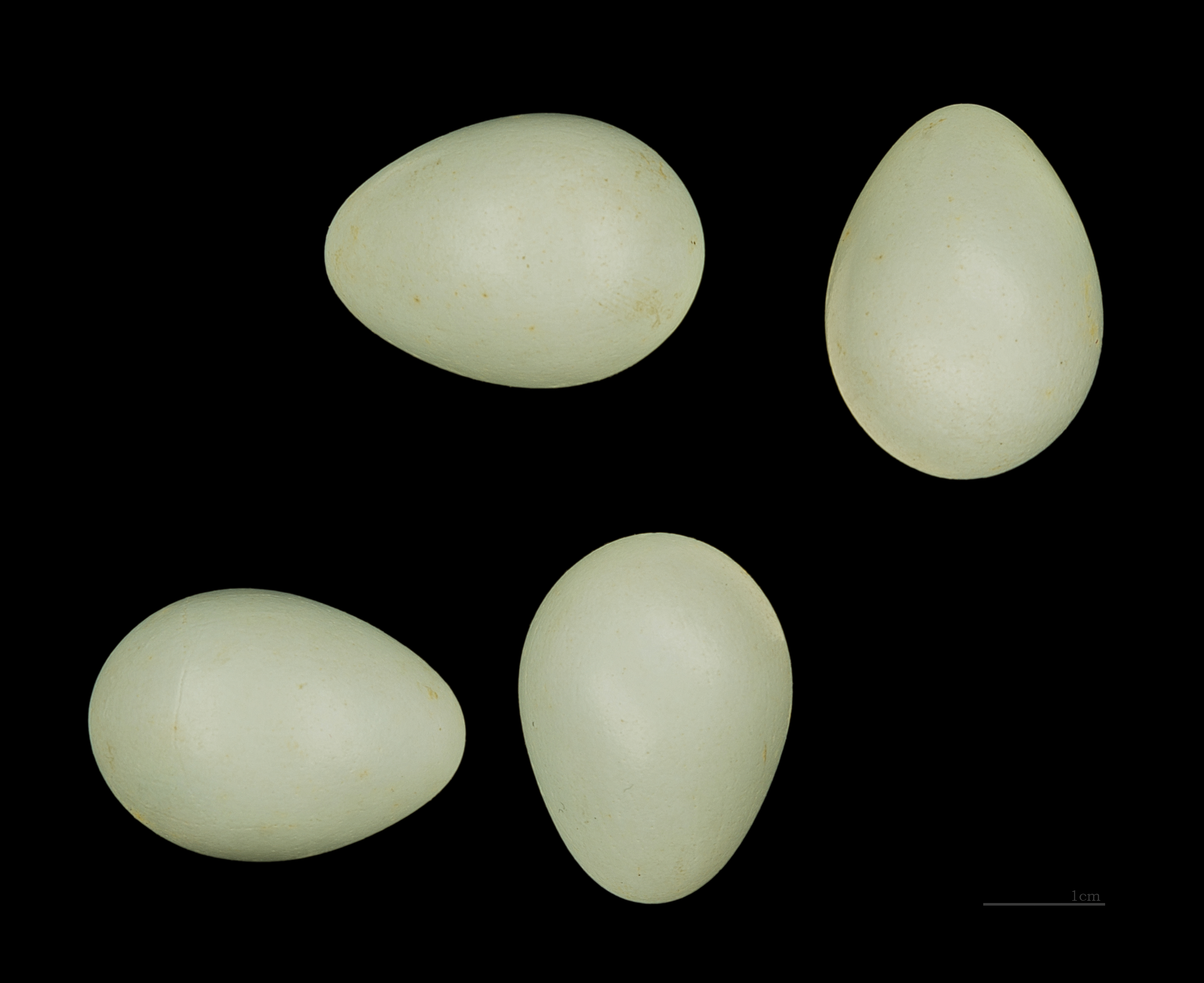
Vajíčka špačka růžového

Stejně jako jiné druhy špačků je i špaček růžový velmi společenský a na zimu tvoří velká hejna. Je všežravý, ale v potravě preferuje hmyz, zejména kobylky.